# Kerkelaanstermolenpolder
De Kerkelaanstermolenpolder is een voormalig waterschap (molenpolder) in de Nederlandse provincie Groningen.
Het schap bevond zich ten noorden van Midwolda. De noordgrens kwam overeen met de dijk van 1626 (1¼ km noordelijk van het Koediep), de oostgrens lag 650 m westelijk van de Nieuw Landseweg, de zuidgrens lag bij het Koediep en de westgrens lag 300 m westelijk van de Kerkelaan. De molen van de polder stond aan de Kerkelaan (de naam van het waterschap was ontleend aan deze weg) op ongeveer 300 m ten noorden van het Koediep en sloeg uit op een watergang die met dit diep in verbinding stond. 
Waterstaatkundig gezien ligt het gebied sinds 2000 binnen dat van het waterschap Hunze en Aa's.